# Villar de la Yegua
Villar de la Yegua – gmina w Hiszpanii, w prowincji Salamanka, w Kastylii i León, o powierzchni 55,8 km². W 2011 roku gmina liczyła 208 mieszkańców.